# Don't Tell Me That It's Over
Don't Tell Me That It's Over is de eerste single van het tweede studioalbum genaamd A Curious Thing van de Schotse zangeres Amy Macdonald. Het nummer werd een zeer grote hit in Vlaanderen en het steeg tot de zevende plaats in de Ultratop 50. In die hitlijst stond het nummer vijftien weken. Daarnaast behaalt het nummer een derde plek in de Radio 2 Top 30. 

In de Nederlandse Top 40 komt het nummer op 13 maart 2010 binnen, waar het 4 weken blijft. De hoogste notering die het nummer in de Single Top 100 behaald is de 29e. 

Het nummer is opgenomen in de Weller's BlackBarn Studios in Surrey.

## Videoclip
In de videoclip van het nummer worden beelden van McDonald in een repetitieruimte gecombineerd met beelden uit de natuur en het stadsleven.